# روتان (تكساس)
روتان (بالإنجليزية: Rotan)‏ هي مدينة أمريكية تقع في ولاية تكساس.تبلغ مساحة هذه المدينة 5.3 (كم²)،ويبلغ عدد سكانها 1611 نسمة حسب إحصاء سنة 2010 م. تشير إحصاءات سنة 2000م بأن الكثافة السكانية في هذه المدينة تقدر بـ(305.5) نسمة/كم2.

## التركيبة السكانية
حدّد مكتب تعداد الولايات المتحدة بيانات التركيبة السكانية لروتان في تعداد الولايات المتحدة. في ما يلي، التركيبة السكانية حسب تعدادي 2000 و2010.

### تعداد عام 2000
بلغ عدد سكان روتان 1,611 نسمة بحسب تعداد عام 2000، وبلغ عدد الأسر 665 أسرة وعدد العائلات 442 عائلة مقيمة في المدينة. في حين سجلت الكثافة السكانية 307.4 نسمة لكل كيلومتر مربع (796.2/ميل2). وبلغ عدد الوحدات السكنية 841 وحدة بمتوسط كثافة قدره 160.5 لكل كيلومتر مربع (415.7/ميل2).
وتوزع التركيب العرقي للمدينة بنسبة 72.44% من البيض و5.59% من الأمريكيين الأفارقة و0.25% من الأمريكيين الأصليين و0.19% من الأمريكيين ذوي الأصول الآسيوية و19.49% من الأعراق الأخرى و2.05% من عرقين مختلطين أو أكثر و32.90% من الهسبانيون أو اللاتينيون من أي عرق.
بلغ عدد الأسر 665 أسرة كانت نسبة 31% منها لديها أطفال تحت سن الثامنة عشر تعيش معهم، وبلغت نسبة الأزواج القاطنين مع بعضهم البعض 51.6% من أصل المجموع الكلي للأسر، ونسبة 11.9% من الأسر كان لديها معيلات من الإناث دون وجود شريك، بينما كانت نسبة 3% من الأسر لديها معيلون من الذكور دون وجود شريكة وكانت نسبة 33.5% من غير العائلات. تألفت نسبة 32.3% من أصل جميع الأسر من عدة أفراد يعيشون في نفس المنزل ونسبة 21.4% كانت تتألف من شخص يعيش بمفرده يبلغ من العمر 65 عاماً أو أكثر. وبلغ متوسط حجم الأسرة المعيشية 2.35، أما متوسط حجم العائلات فبلغ 2.95.
بلغ العمر الوسطي للسكان 41.3 عاماً. وكانت نسبة 24.5% من القاطنين تحت سن الثامنة عشر، وكانت نسبة 7.9% بين الثامنة عشر والرابعة والعشرين عاماً، ونسبة 21.9% كانت واقعةً في الفئة العمرية ما بين الخامسة والعشرين والرابعة والأربعين عاماً، ونسبة 21.2% كانت ما بين الخامسة والأربعين والرابعة والستين، ونسبة 21.4% كانت ضمن فئة الخامسة والستين عاماً فما فوق. يوجد لكل 100 أنثى 89.4 ذكر، ويوجد لكل 100 أنثى في الثامنة عشر من عمرها فما فوق 84.5 ذكر.
بلغ متوسط دخل الأسرة في المدينة 21,638 دولارًا، أما متوسط دخل العائلة فبلغ 29,038 دولارًا. وكان متوسط دخل الذكور 25,688 دولارًا مقابل 17,045 دولارًا للإناث. وسجل دخل الفرد الخاص بالمدينة 13,097 دولارًا. وكانت نسبة 16.6% من العائلات ونسبة 22.6% من السكان تحت خط الفقر، وكان من هؤلاء نسبة 39% تحت سن الثامنة عشر ونسبة 11.9% في الخامسة والستين من العمر وما فوق.

### تعداد عام 2010
بلغ عدد سكان روتان 1,508 نسمة بحسب تعداد عام 2010، وبلغ عدد الأسر 620 أسرة وعدد العائلات 428 عائلة مقيمة في المدينة. في حين سجلت الكثافة السكانية 287.8 نسمة لكل كيلومتر مربع (745.4/ميل2). وبلغ عدد الوحدات السكنية 771 وحدة بمتوسط كثافة قدره 147.1 لكل كيلومتر مربع (381.0/ميل2).
وتوزع التركيب العرقي للمدينة بنسبة 79.18% من البيض و6.30% من الأمريكيين الأفارقة و0.73% من الأمريكيين الأصليين و0.53% من الأمريكيين ذوي الأصول الآسيوية و10.21% من الأعراق الأخرى و3.05% من عرقين مختلطين أو أكثر و35.61% من الهسبانيون أو اللاتينيون من أي عرق.
بلغ عدد الأسر 620 أسرة كانت نسبة 30.6% منها لديها أطفال تحت سن الثامنة عشر تعيش معهم، وبلغت نسبة الأزواج القاطنين مع بعضهم البعض 50.6% من أصل المجموع الكلي للأسر، ونسبة 13.4% من الأسر كان لديها معيلات من الإناث دون وجود شريك، بينما كانت نسبة 5% من الأسر لديها معيلون من الذكور دون وجود شريكة وكانت نسبة 31% من غير العائلات. تألفت نسبة 28.5% من أصل جميع الأسر من عدة أفراد يعيشون في نفس المنزل ونسبة 13.9% كانت تتألف من شخص يعيش بمفرده يبلغ من العمر 65 عاماً أو أكثر. وبلغ متوسط حجم الأسرة المعيشية 2.41، أما متوسط حجم العائلات فبلغ 2.93.
بلغ العمر الوسطي للسكان 43.8 عاماً. وكانت نسبة 23.1% من القاطنين تحت سن الثامنة عشر، وكانت نسبة 7.8% بين الثامنة عشر والرابعة والعشرين عاماً، ونسبة 20.2% كانت واقعةً في الفئة العمرية ما بين الخامسة والعشرين والرابعة والأربعين عاماً، ونسبة 27.4% كانت ما بين الخامسة والأربعين والرابعة والستين، ونسبة 21.5% كانت ضمن فئة الخامسة والستين عاماً فما فوق. وتوزع التركيب الجنسي للسكان بنسبة 47.8% ذكور و52.2% إناث.

## المناخ
يظهر الجدول التالي التغييرات المناخية على مدار السنة لروتان:
| البيانات المناخية لـروتان         | البيانات المناخية لـروتان | البيانات المناخية لـروتان | البيانات المناخية لـروتان | البيانات المناخية لـروتان | البيانات المناخية لـروتان | البيانات المناخية لـروتان | البيانات المناخية لـروتان | البيانات المناخية لـروتان | البيانات المناخية لـروتان | البيانات المناخية لـروتان | البيانات المناخية لـروتان | البيانات المناخية لـروتان | البيانات المناخية لـروتان |
| الشهر                             | يناير                     | فبراير                    | مارس                      | أبريل                     | مايو                      | يونيو                     | يوليو                     | أغسطس                     | سبتمبر                    | أكتوبر                    | نوفمبر                    | ديسمبر                    | المعدل السنوي             |
| --------------------------------- | ------------------------- | ------------------------- | ------------------------- | ------------------------- | ------------------------- | ------------------------- | ------------------------- | ------------------------- | ------------------------- | ------------------------- | ------------------------- | ------------------------- | ------------------------- |
| متوسط درجة الحرارة الكبرى °م (°ف) | 14 (57)                   | 17 (62)                   | 22 (71)                   | 27 (80)                   | 31 (87)                   | 34 (93)                   | 36 (96)                   | 35 (95)                   | 31 (87)                   | 26 (79)                   | 19 (67)                   | 14 (58)                   | 26 (78)                   |
| متوسط درجة الحرارة الصغرى °م (°ف) | −1 (31)                   | 1 (34)                    | 5 (41)                    | 10 (50)                   | 16 (60)                   | 19 (67)                   | 22 (71)                   | 21 (69)                   | 17 (63)                   | 11 (52)                   | 5 (41)                    | 0 (32)                    | 11 (51)                   |
| الهطول مم (إنش)                   | 20 (0.8)                  | 33 (1.3)                  | 33 (1.3)                  | 48 (1.9)                  | 91 (3.6)                  | 69 (2.7)                  | 53 (2.1)                  | 71 (2.8)                  | 79 (3.1)                  | 61 (2.4)                  | 33 (1.3)                  | 28 (1.1)                  | 620 (24.3)                |
| المصدر: Weatherbase               |                           |                           |                           |                           |                           |                           |                           |                           |                           |                           |                           |                           |                           |